# Lüttich–Bastogne–Lüttich 2009
Das 95. Lüttich–Bastogne–Lüttich war ein belgisches Straßenradrennen. Das Monument des Radsports wurde am Sonntag, den 26. April 2009 über eine Distanz von 261 km ausgetragen. Es war das elfte Rennen im Kalender der UCI World Calendar. Sieger wurde Andy Schleck vor Joaquim Rodríguez und Davide Rebellin.

## Teilnehmende Mannschaften
| ProTeams (17)- Caisse d'Épargne - Saxo Bank - Rabobank - Silence-Lotto - Quick Step - Liquigas - Columbia-High Road - La Française des jeux - Katusha - AG2R La Mondiale - Astana - Lampre-NGC - BBox Bouygues Telecom - Euskaltel-Euskadi - Team Milram - Cofidis, le Crédit en Ligne - Garmin-Slipstream Professional Continental Teams (8)- Serramenti PVC Diquigiovanni-Androni Giocattoli - Barloworld - Landbouwkrediet-Colnago - Cervélo TestTeam - Topsport Vlaanderen-Mercator - Agritubel - Skil-Shimano - Vacansoleil |
| |

## Ergebnis
| Platz | Land       | Fahrer                      | Team                                            | Zeit       |
| ----- | ---------- | --------------------------- | ----------------------------------------------- | ---------- |
| 1     | Luxemburg  | Andy Schleck                | Saxo Bank                                       | 6h 34' 32" |
| 2     | Spanien    | Joaquim Rodríguez           | Caisse d'Épargne                                | + 1' 17"   |
| 3     | Italien    | Davide Rebellin             | Serramenti PVC Diquigiovanni-Androni Giocattoli | + 1' 24"   |
| 4     | Belgien    | Philippe Gilbert            | Silence-Lotto                                   | gl. Zeit   |
| 5     | Russland   | Sergei Walerjewitsch Iwanow | Katusha                                         | gl. Zeit   |
| 6     | Australien | Simon Gerrans               | Cervélo TestTeam                                | gl. Zeit   |
| 7     | Italien    | Damiano Cunego              | Lampre-NGC                                      | gl. Zeit   |
| 8     | Frankreich | Benoît Vaugrenard           | La Française des Jeux                           | gl. Zeit   |
| 9     | Russland   | Alexander Kolobnew          | Saxo Bank                                       | gl. Zeit   |
| 10    | Spanien    | Samuel Sánchez              | Euskaltel                                       | gl. Zeit   |